# Công quốc Sachsen-Gotha-Altenburg
Công quốc Sachsen-Gotha-Altenburg (tiếng Đức: Sachsen-Gotha-Altenburg) là một công quốc được cai trị bởi nhánh Ernestine của Nhà Wettin ở Thüringen, Đức ngày nay. Sự tuyệt tự của dòng này diễn ra vào năm 1825 đã dẫn đến một cuộc tái tổ chức lớn của các nhà nước quân chủ ở Thüringen.
Tiền thân của Công quốc Sachsen-Gotha-Altenburg ra đời vào năm 1640, sau khi Công quốc Sachsen-Weimar bị chia nhỏ bởi những người con của Johann II, Công tước xứ Sachsen-Weimar, người con trai thứ 6 của vị công tước này là Ernst Ngoan đao tiếp nhận vùng đất Sachsen-Gotha, sau đó ông cũng được thừa kế vùng đất Sachsen-Altenburg từ bên nhà vợ và các lãnh thổ đã được sáp nhập, Công quốc Sachsen-Gotha-Altenburg chính thức ra đời vào năm 1680.
Năm 1826, dòng Sachsen-Gotha-Altenburg của Vương tộc Wettin tuyệt tự, lãnh thổ của công quốc được chia cho những người họ hàng là công tước Ernst III xứ Sachsen-Coburg-Saalfeld và công tước xứ Sachsen-Hildburghausen.

## Lịch sử

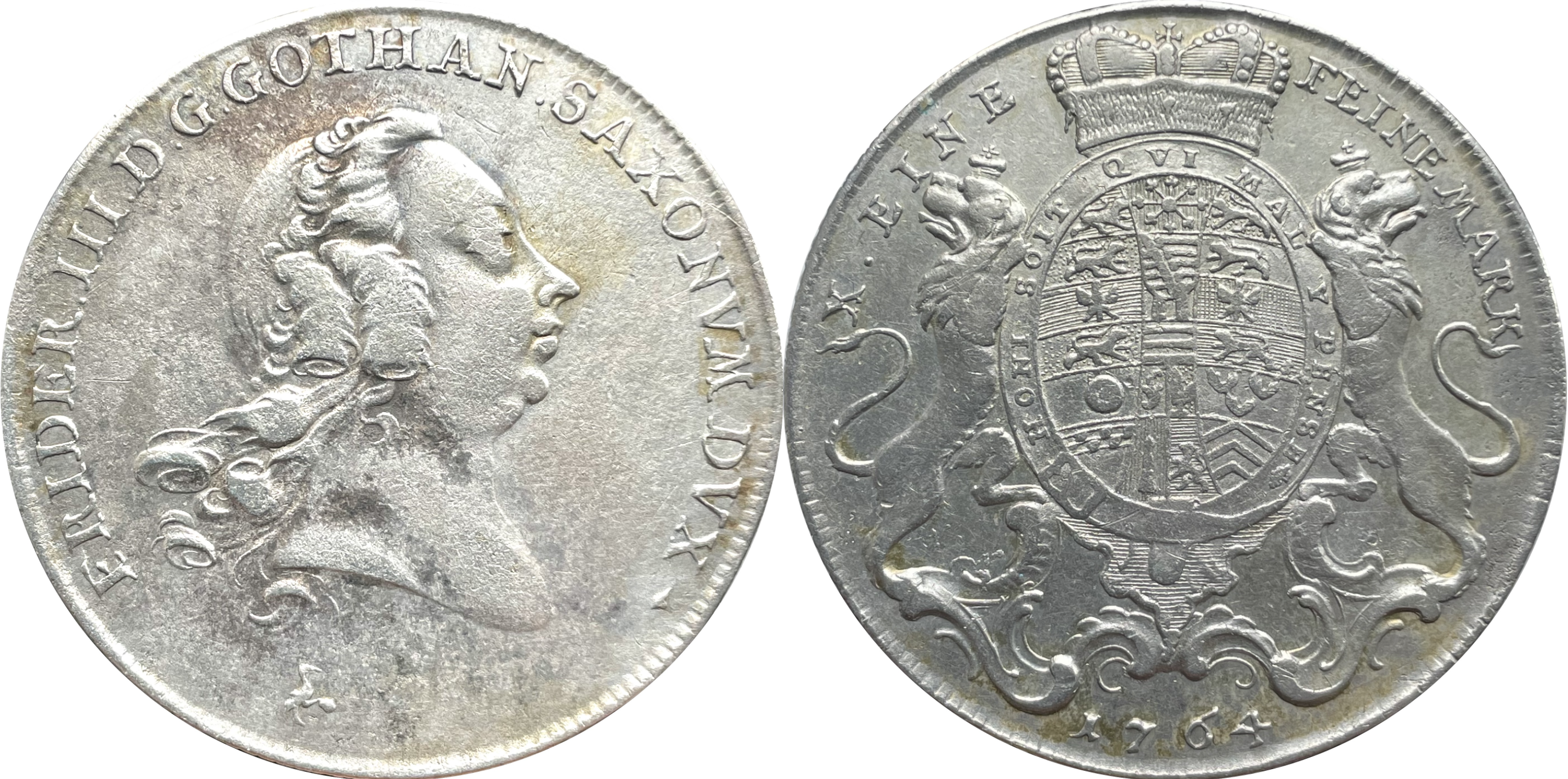
Xu bạc: 1 thaler xứ Sachsen-Gotha-Altenburg với mặt trước là chân dung của Friedrich III, đúc vào năm 1764